# MagicISO
MagicISO (также известна как MagicISO Maker) — условно-бесплатная утилита для создания образов CD / DVD, которая позволяет извлекать, редактировать, создавать и записывать файлы образов дисков с возможностью преобразования в ISO, CUE/BIN и фирменные форматы UIF.
Также, возможно создать образ диска из реального CD/DVD. утилита может сделать образ загрузочного диска (расширение файла .BIF). MagicISO может монтировать образы дисков только после установки MagicISO Virtual CD / DVD Manager. Триальная версия программы не работает с образами дисков, весом более 300 Мб. MagicISO производится компанией MagicISO, Inc. Доменное имя компании зарегистрировано на владельца в Шанхае, Китай.

## UIF
Universal Image Format, он же UIF — проприетарный формат образов CD- и DVD-дисков, разработанный для MagicISO. По сравнению с широко распространёнными форматами .ISO и .BIN формат UIF поддерживает сжатие, защиту паролем, контрольные суммы MD5 и мультисессионные образы.

## Проблемы с файлами CIF
MagicISO поддерживает CIF файлы, созданные в Easy CD Creator, но только компакт-диски данных (ISO 9660 совместимые), а не аудио компакт-диски.

## MagicDisc
MagicDisc (также известная как MagicISO Virtual CD / DVD Manager) — это бесплатная программа-эмулятор оптических дисков, аналог MagicISO. Для монтирования образов дисков достаточно скачать и установить только MagicDisc. Кроме того, MagicDisc может преобразовывать образы UIF в формат ISO. В отличие от MagicISO, MagicDisc не поддерживает файлы .DAA, которые были сделаны с помощью программы PowerISO.